# Christian Angerbauer

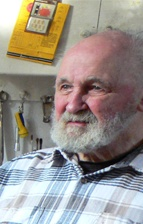
Christian Angerbauer

Christian Angerbauer (* 30. März 1925 in Berlin; † 29. Juni 2008 in Augsburg) war ein deutscher Bildhauer und Grafiker.

## Leben

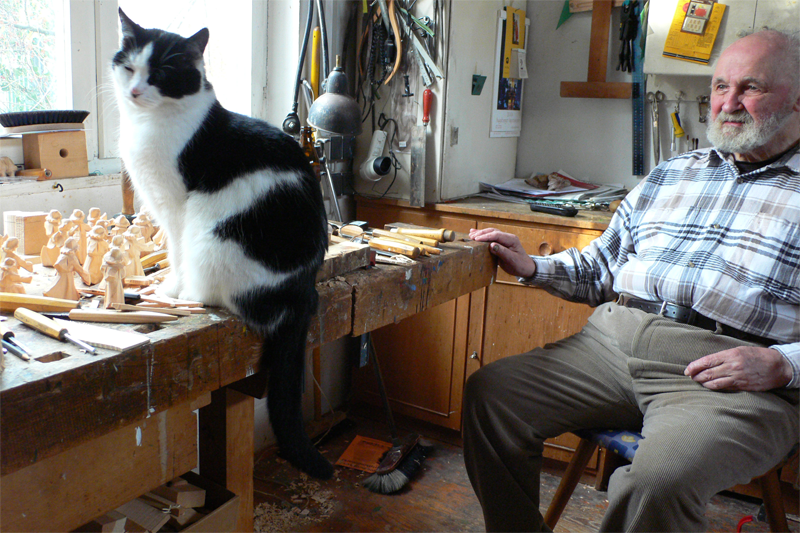
Christian Angerbauer mit seiner Katze

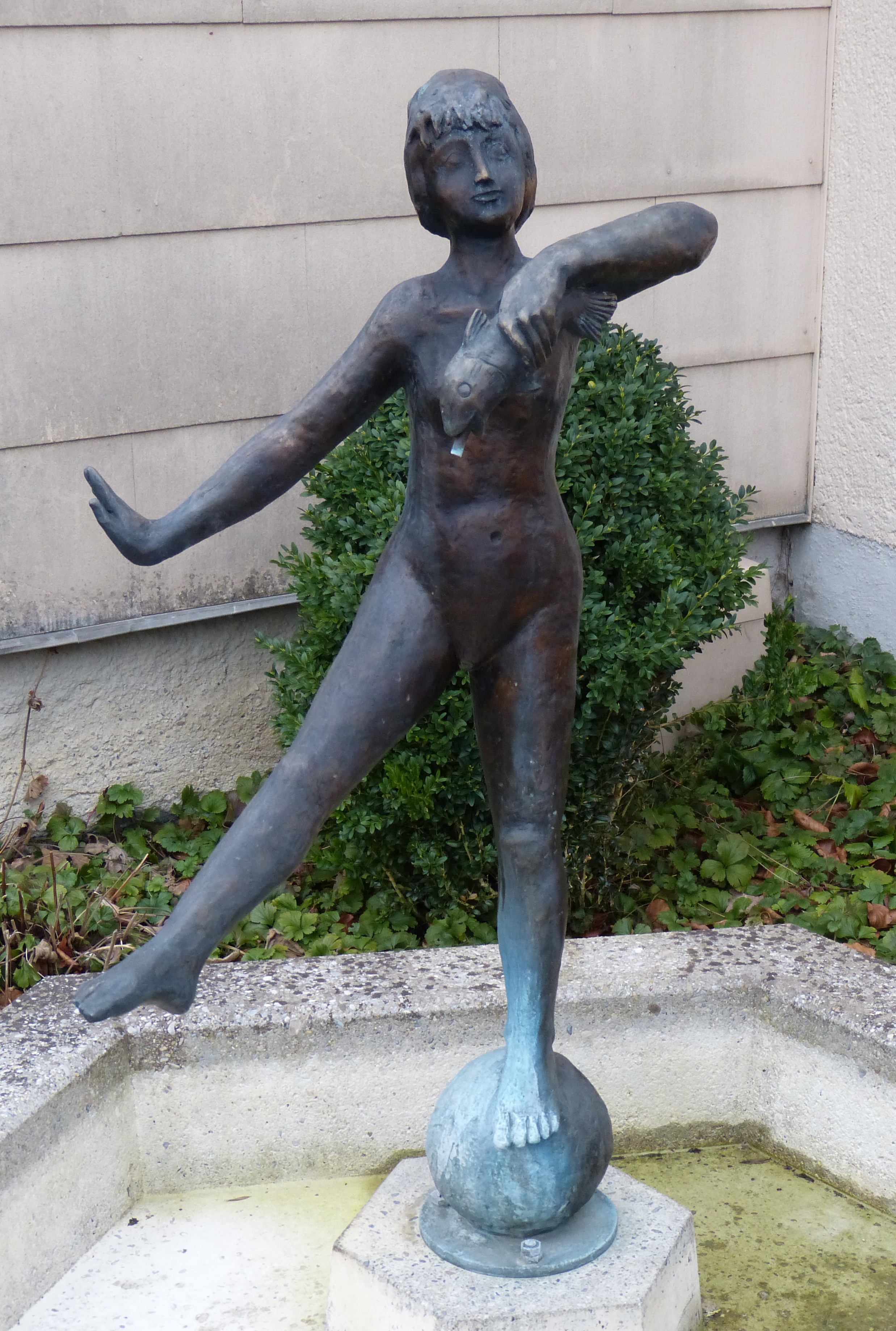
Brunnen (Bronze) vor Angerbauers Wohnhaus

Christian Angerbauer wurde 1925 in Berlin geboren. Er entstammt einer Künstlerfamilie, bereits sein Vater und Großvater waren Bildhauer.
Angerbauer wuchs allerdings getrennt von seinem Vater auf und seine Mutter starb bald nach seiner Geburt. Mit 5 Monaten kam Angerbauer zu seiner Großmutter nach Dießen am Ammersee und wuchs dort auf. Seine Ausbildung zum Bildhauer sowie Holz- und Fassmaler absolvierte er in den Jahren 1939 bis 1943 in Dießen und in Oberammergau. Im Künstlerort Oberammergau vertiefte er insbesondere seine Fertigkeiten im Schnitzen. Er qualifizierte sich durch seine hohen Leistungen für den Besuch der Münchner Kunstakademie, konnte das Studium aber nicht antreten, da er 1943 zum Militärdienst eingezogen wurde. Als Kriegsgefangener war er in Heilbronn inhaftiert. In der Nachkriegszeit verdiente er zunächst seinen Lebensunterhalt mit dem Schnitzen von Heiligenfiguren, Krippen, Engeln und ähnlichen Genremotiven. Er arbeitete für verschiedene Unternehmen in Oberammergau und vertiefte seine künstlerischen Techniken im Umgang mit Holz, Stein und Bronze.
Im Jahr 1948 heiratete Angerbauer und wurde kurz darauf Vater einer Tochter und eines Sohnes. Nach einer kurzen Zeit in München zog er 1950 mit seiner vierköpfigen Familie nach Aystetten. Seit 1956 lebte Angerbauer in Haunstetten (welches 1972 nach Augsburg eingegliedert wurde). In seinem dortigen Einfamilienhaus hatte er auch sein Atelier, das er bescheiden seine „Werkstatt“ nannte. Seit 1952 war Angerbauer Mitglied im Berufsverband Bildender Künstler in Schwaben. Er war auch Mitglied der Münchner Künstlergenossenschaft und nahm an zahlreichen Ausstellungen teil. Seinen künstlerischen Durchbruch hatte er mit 40 Jahren.
Im Mittelpunkt von Angerbauers Wirken stand stets die angewandte Kunst, die nicht freie Kunst um ihrer selbst willen ist, sondern eine allgemein verständliche Aussage oder Botschaft transportieren soll. Viele seiner Werke sind sakral. Angerbauer schuf Skulpturen, Reliefs, Brunnen und andere plastische Arbeiten für Kirchen, Kapellen, Friedhöfe und öffentliche Plätze im bayerischen Regierungsbezirk Schwaben. Neben Kunst am und im Bau schuf er auch figürliche Kleinplastiken aus Holz und Bronze. Zu Angerbauers grafischen Arbeiten zählen „kontrastreiche, expressionistisch orientierte Holzschnitte“ (Zitat Allgemeines Künstlerlexikon) und surrealistische Bilder.
Angerbauer starb im Jahr 2008 im Alter von 83 Jahren.

## Ehrungen
- 2003 Bundesverdienstkreuz für besondere soziale Dienste[11]
- 2009 Film über sein Leben[11]

## Ausstellungen (Auswahl)
- 1959 Große Kunstausstellung, Haus der Kunst, München[2]
- 1960er Jahre Große Schwäbische Kunstausstellung, Augsburg
- 1965 Ausstellung Augsburger Künstler, Universa-Haus, Nürnberg[2]
- 1975 Große Kunstausstellung, Haus der Kunst, München[2]
- 2000 Kulturhaus Abraxas, Augsburg[12]
- 2005 Kunstausstellung Christian Angerbauer im Alten Mühlhof Haunstetten

## Werke im öffentlichen Raum

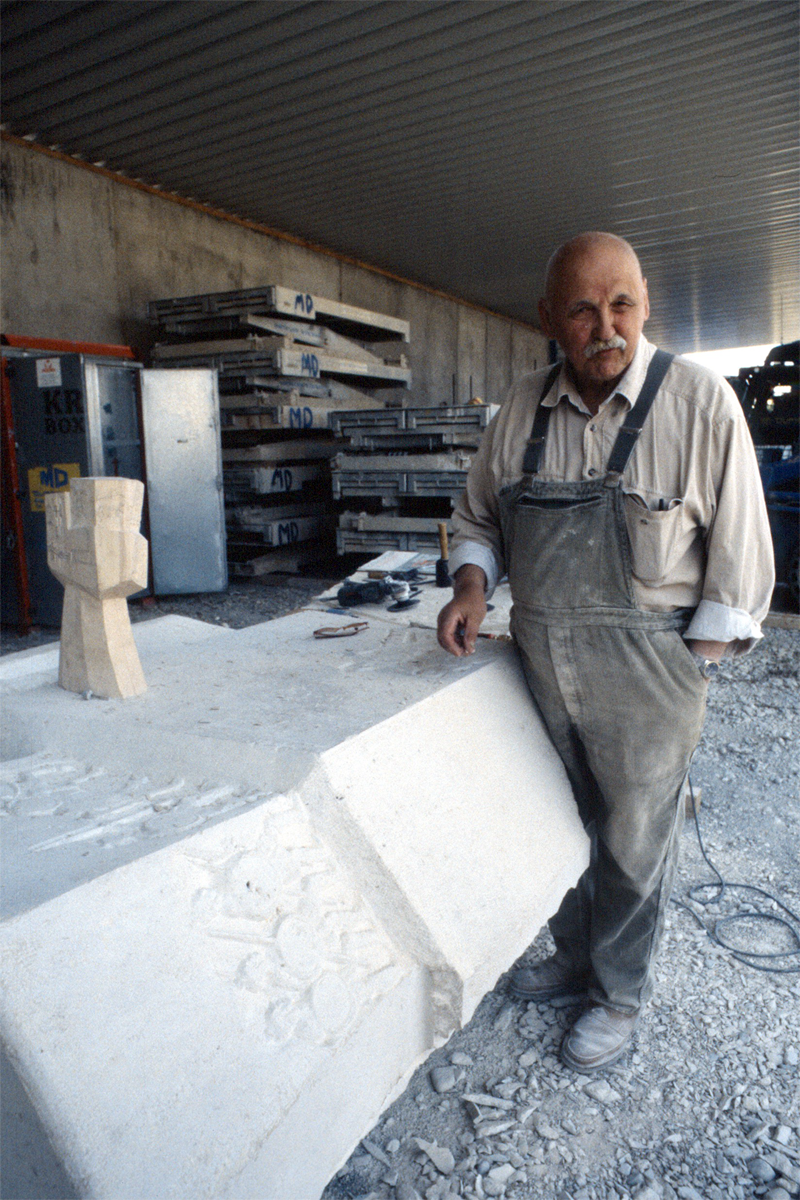
Christian Angerbauer bei der Schöpfung des Haunstetter Denkmals

### In Augsburg-Haunstetten
- Ambo, Taufbecken, Altarleuchter und Priestersitz in der Pfarrkirche St. Albert (1965)[13]
- Altar, Altarkreuz, Tabernakel, Ambo und Bronzetafel für die Krankenhauskapelle (1967/1968)[14]
- Gedenkstätte für die Opfer der Kriege und Gewalt auf dem Neuen Friedhof (1970)[15]
- Handwerkerbrunnen (1972)[16]
- Grundstein, Osterleuchter und Krippe für die Pfarrkirche St. Pius (1972)[17]
- Maibäume (1975, 1989)[18]
- St-Ulrichs-Brunnen am Alten Pfarrhof (1981)[19]
- St-Georgs-Brunnen im Remisenhof des Gasthauses Ritter St. Georg (1983)[20]
- Holzreliefs Predigt des heiligen Paulus und Taufe am Jordan für die Christuskirche (1987)[21]
- Heiliger Leonhard im Angerbrunnenhof (1993)[22]
- St-Georgs-Brunnen vor der Metzgerei Settele (1995)[23]
- Karl-Settele-Brunnen, Bronze, 1998[24]
- Haunstetter Denkmal am Alten Rathaus Haunstetten (2000)
- Weg durch das Leben, Mahnmal auf den Alten Friedhof Haunstetten[25]
- Mosaik Christus für das Priestergrab der Pfarrei St. Georg auf dem Alten Friedhof Haunstetten[26]
- Passionszyklus, Tabernakel und Christuskind für die Pfarrkirche St. Georg (bis auf das Christuskind 1996/1997 wieder entfernt).[27]
- Türgriffe am Eingang zur Turnhalle das TSV Haunstetten[28]
- Weihnachtsrelief, Lamm Gottes[29] und Stele mit Flachrelief für das Gemeindezentrum Maria und Martha[30]

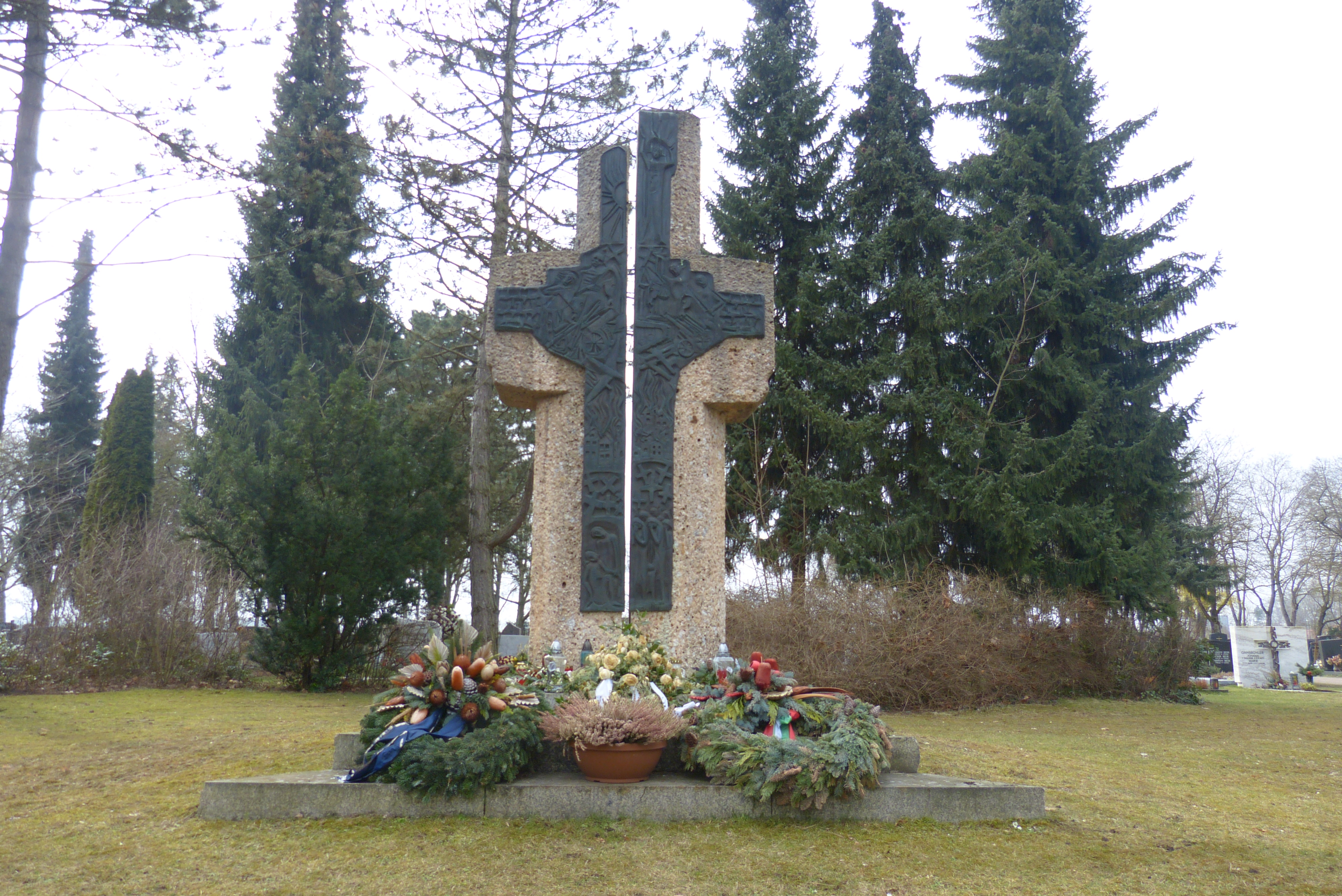
Gedenkstätte für die Opfer der Kriege und Gewalt auf dem Neuen Friedhof Haunstetten
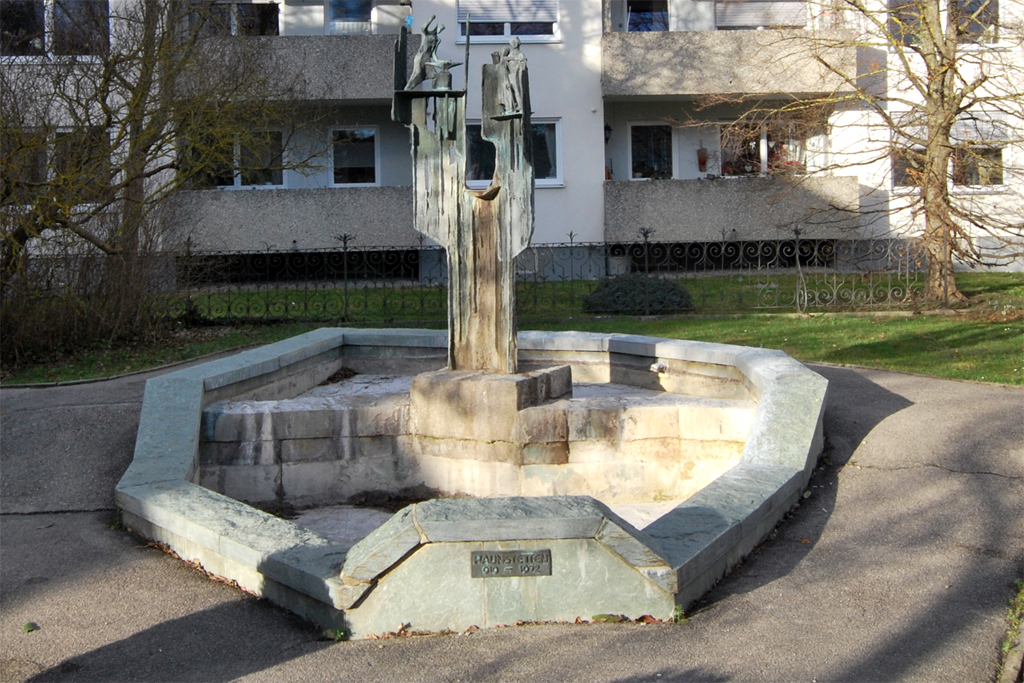
Handwerkerbrunnen
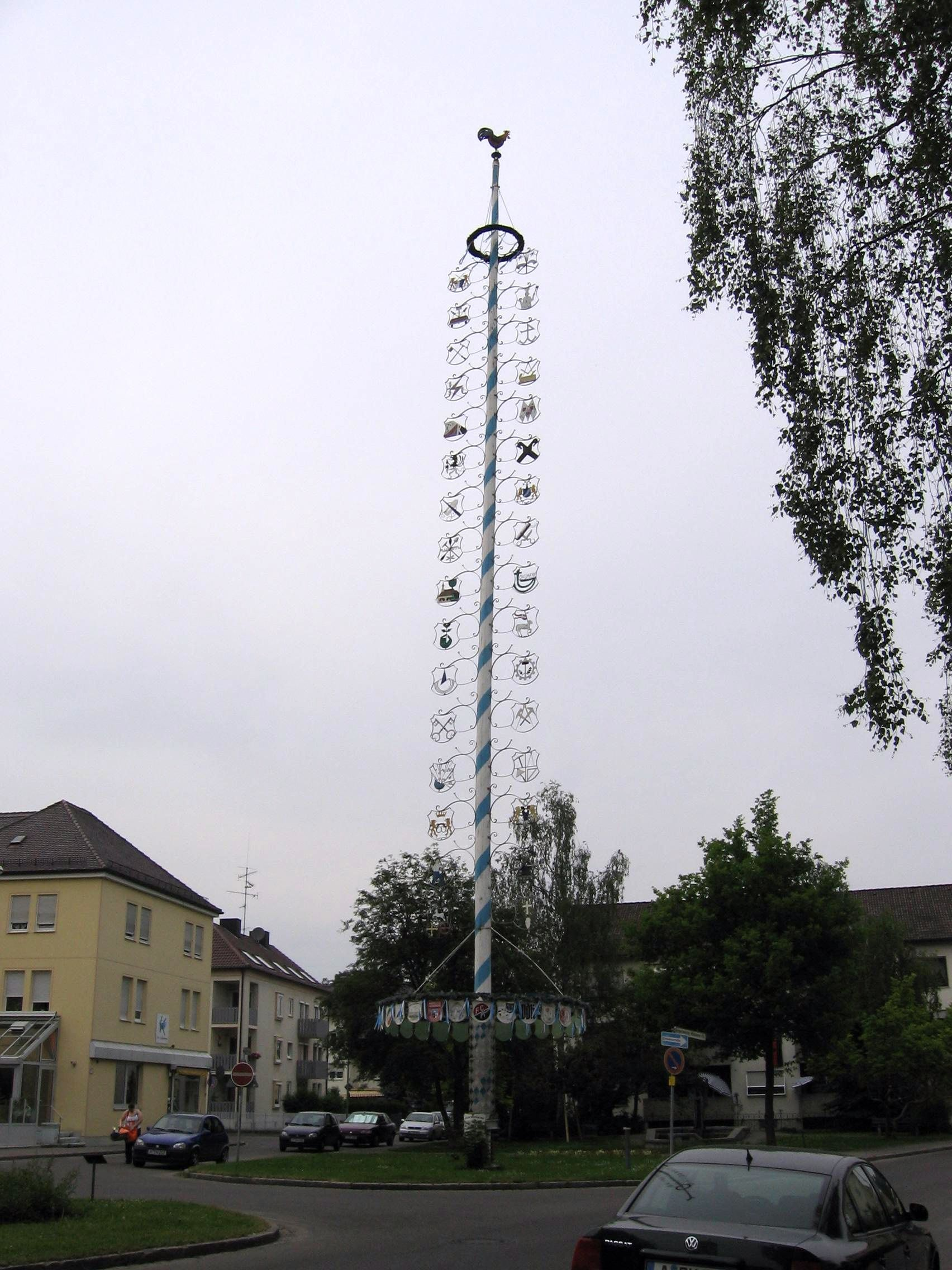
Maibaum in Haunstetten
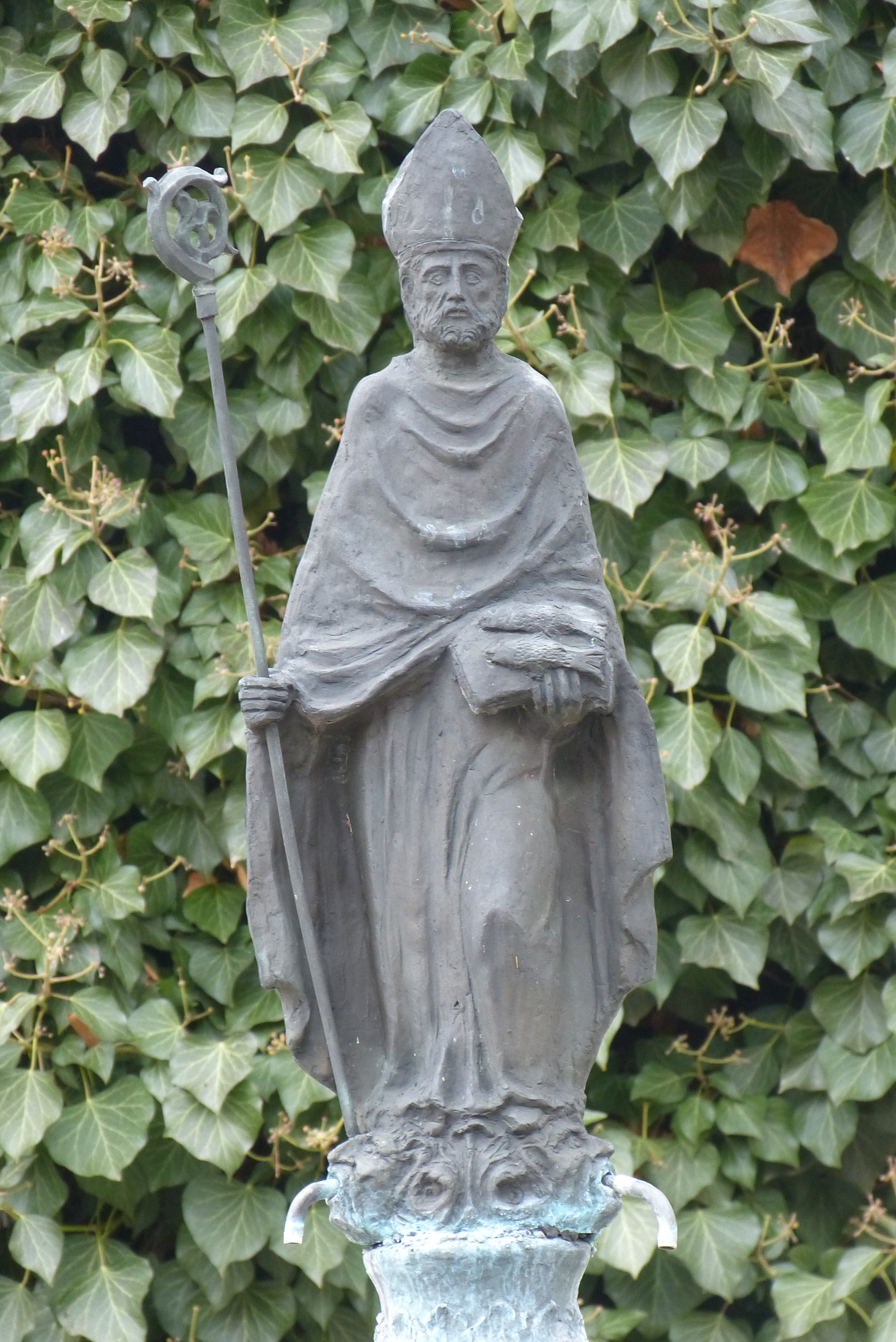
St.-Ulrichs-Brunnen am Alten Pfarrhof
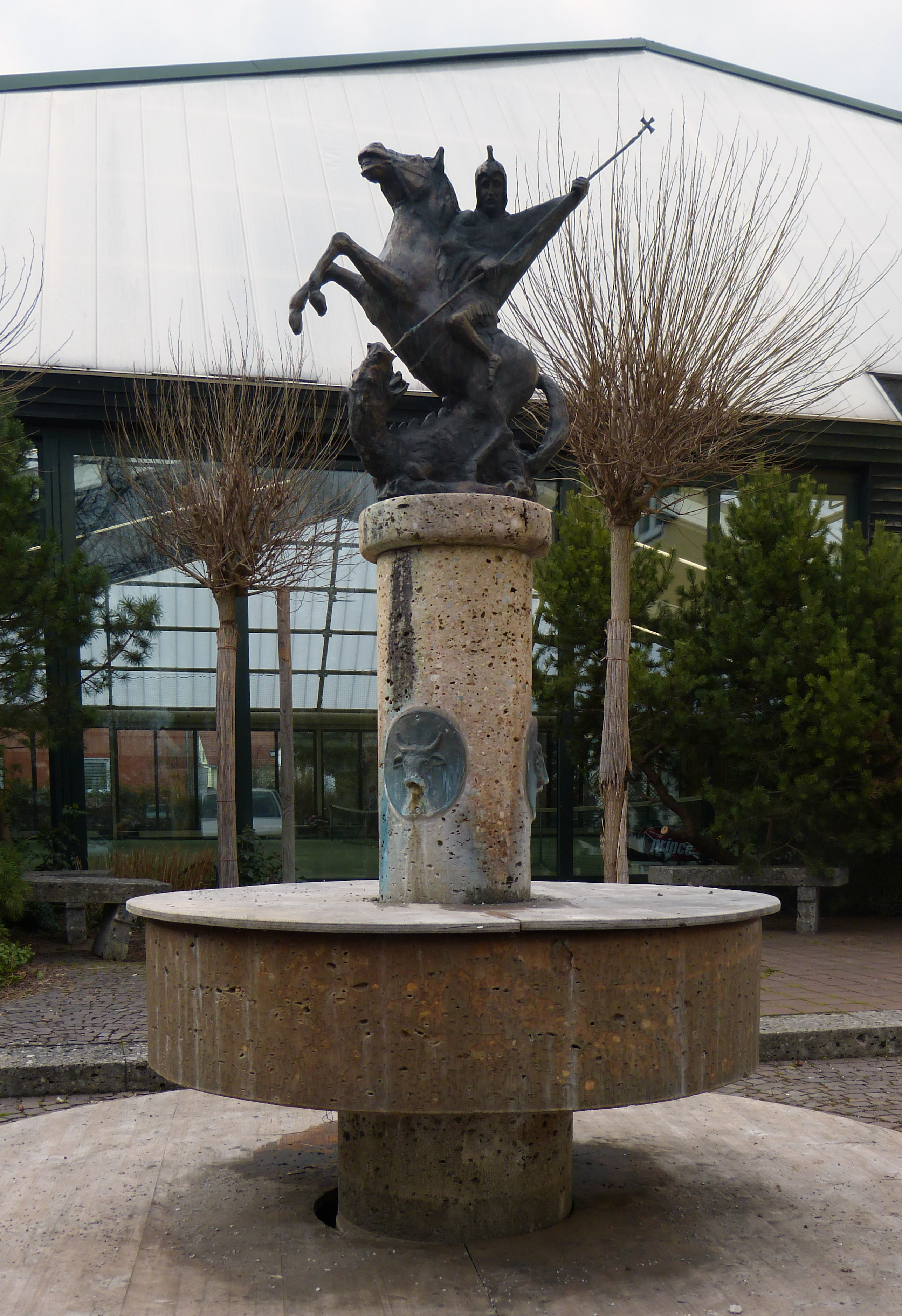
St.-Georgs-Brunnen beim Gasthaus Ritter St. Georg (heute Gasthaus Settele)
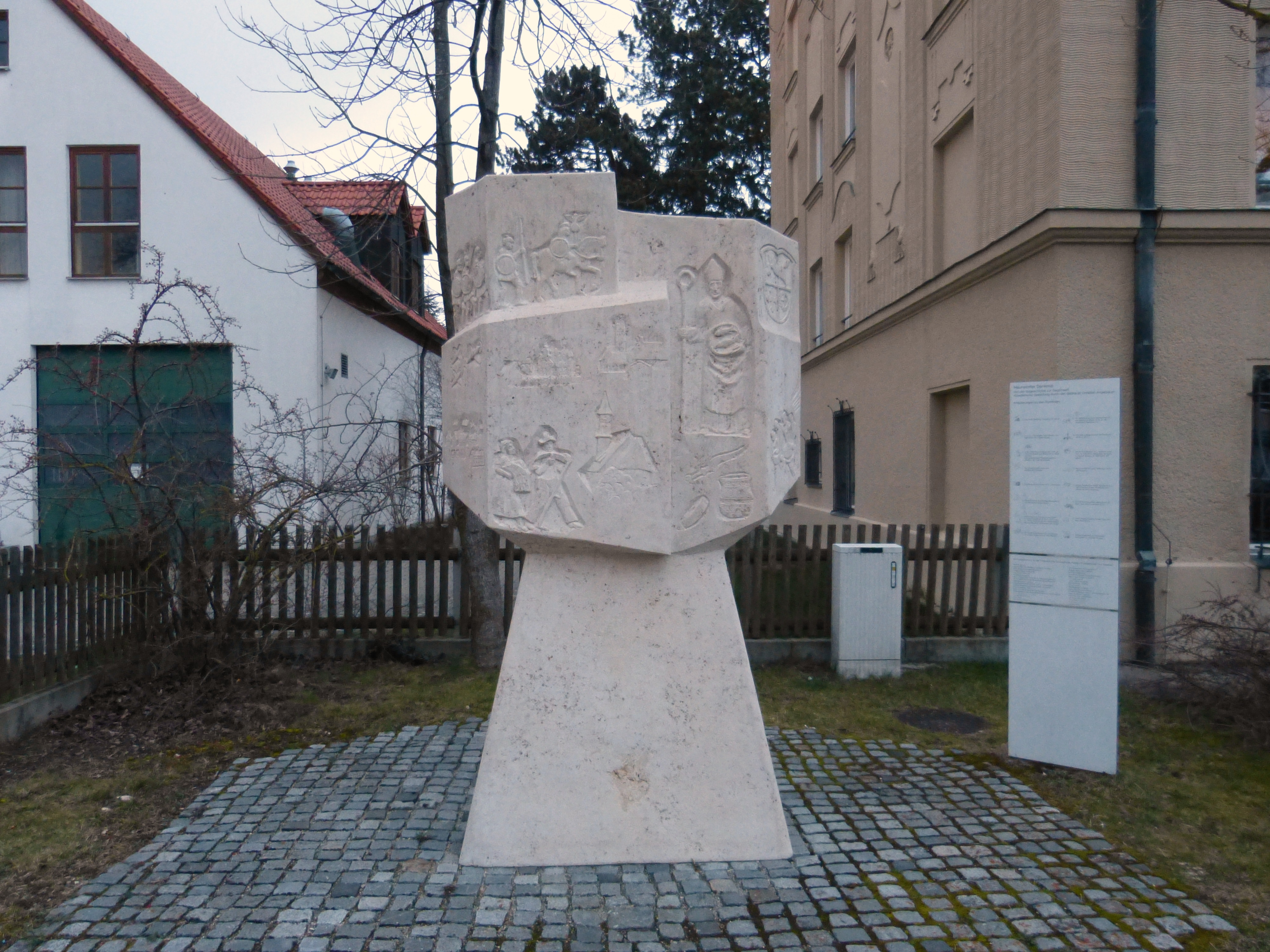
Haunstetter Denkmal
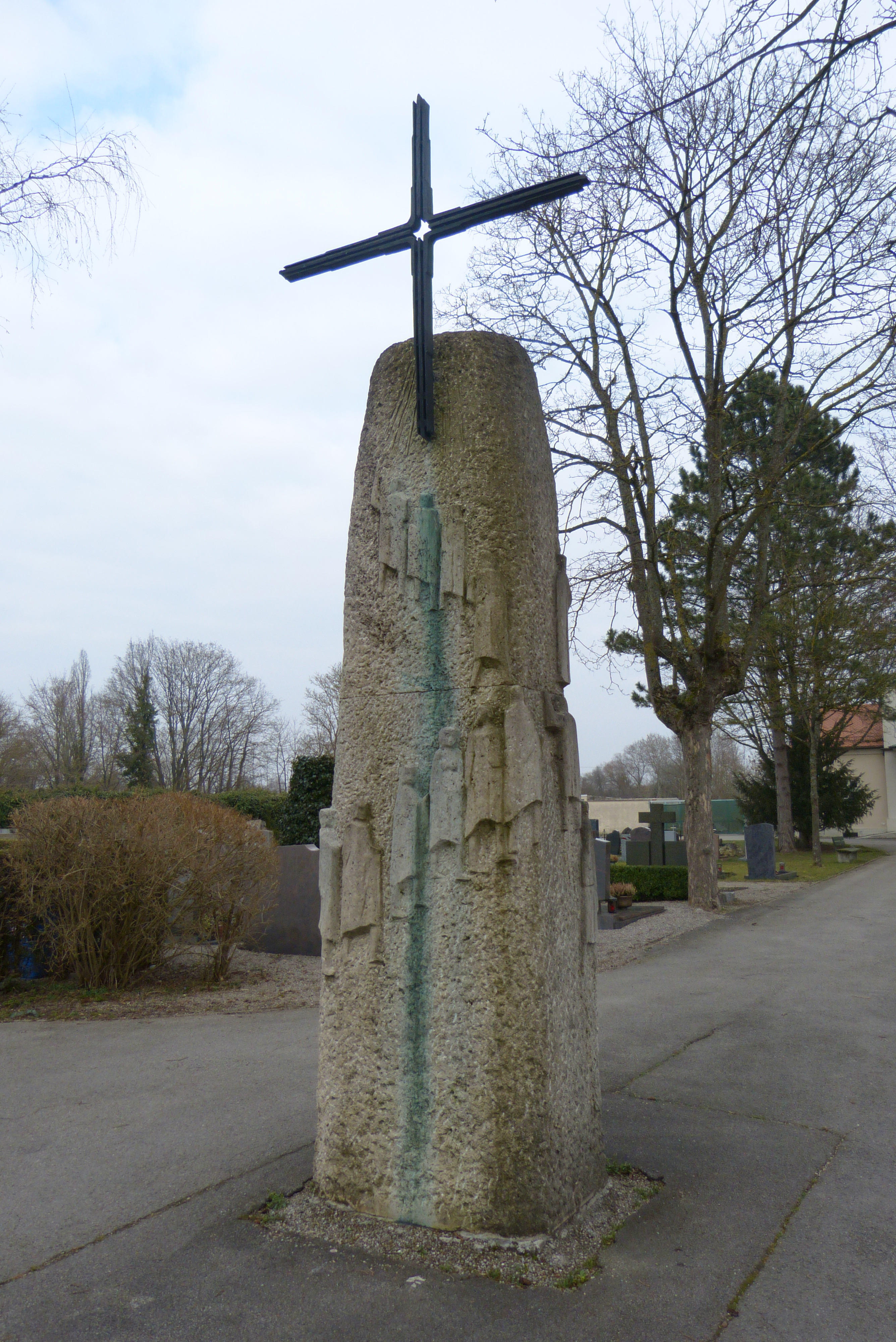
Weg durch das Leben, Mahnmal auf dem Alten Friedhof
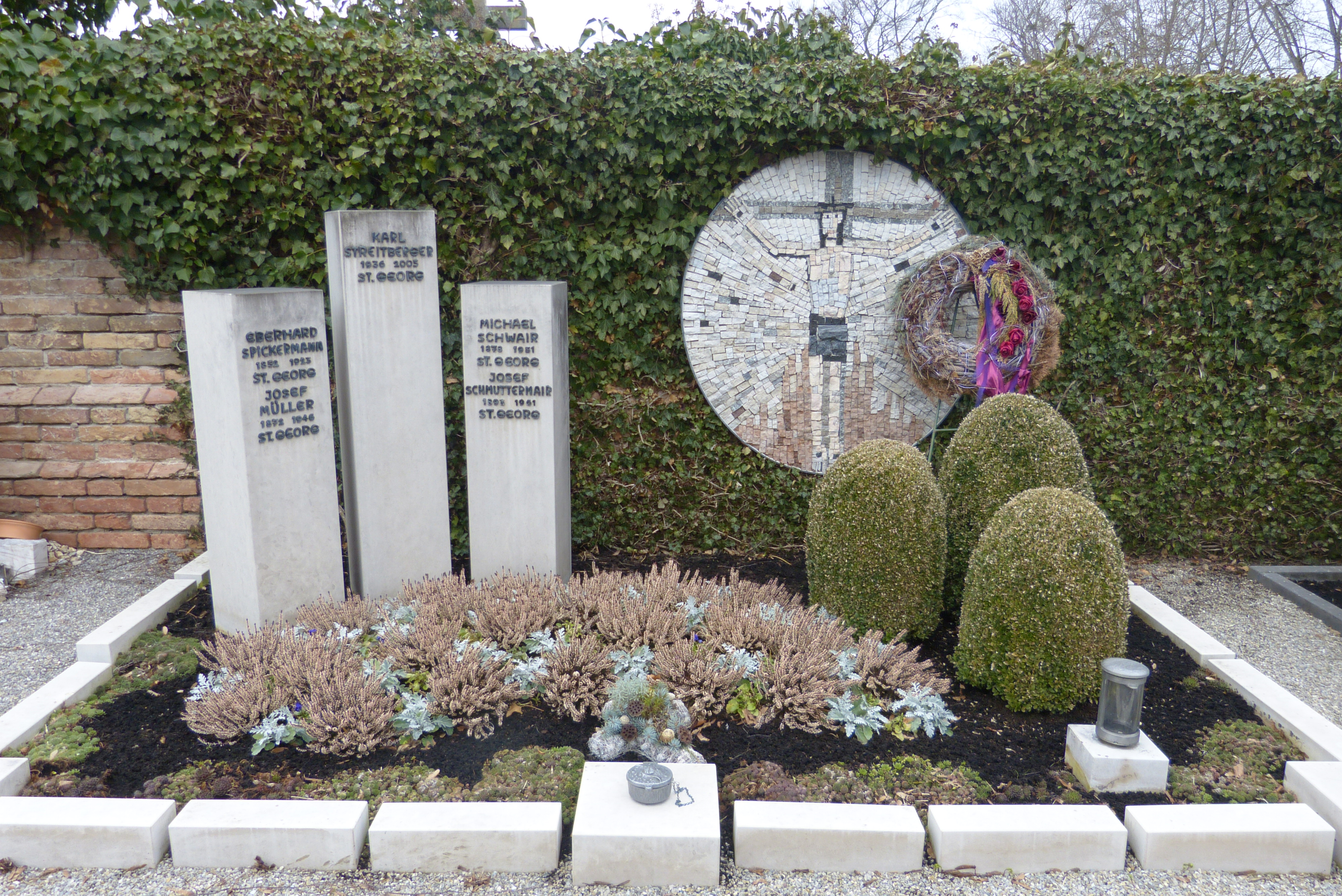
Priestergrab auf dem Alten Friedhof

### In anderen Stadtteilen Augsburgs
- Altarraum für die katholische Pfarrkirche St. Peter und Paul in Augsburg-Oberhausen: Altartisch (1970), Ambo und Taufbecken aus Muschelkalk mit Bodenmosaik (1970), Tabernakel-Schrein, Leuchter (1985), Geländer (1998)[31]
- Altarfuss, Kerzenleuchter, Tabernakelfront und Bronzeambo in der Kapelle der Kinderklinik Augsburg (1973)[32]
- Reliefs für den Kreuzweg und Bronzeportale an derselben Kirche (1980–1990)[1][31]
- Bronzerelief für das Pfarrheim „Haus Emmaus“ bei derselben Kirche[33]
- Schäfflerbrunnen in Augsburg (1985)[34]
- Zeit und Geld, Relief in der Augusta-Bank / Raiffeisenbank in Augsburg Hochzoll (1986)[35]
- Anna selbdritt im Kindergarten St. Anna in Göggingen[36]
- Mosaik Christuskopf auf einem Grabstein auf dem Nordfriedhof[37]

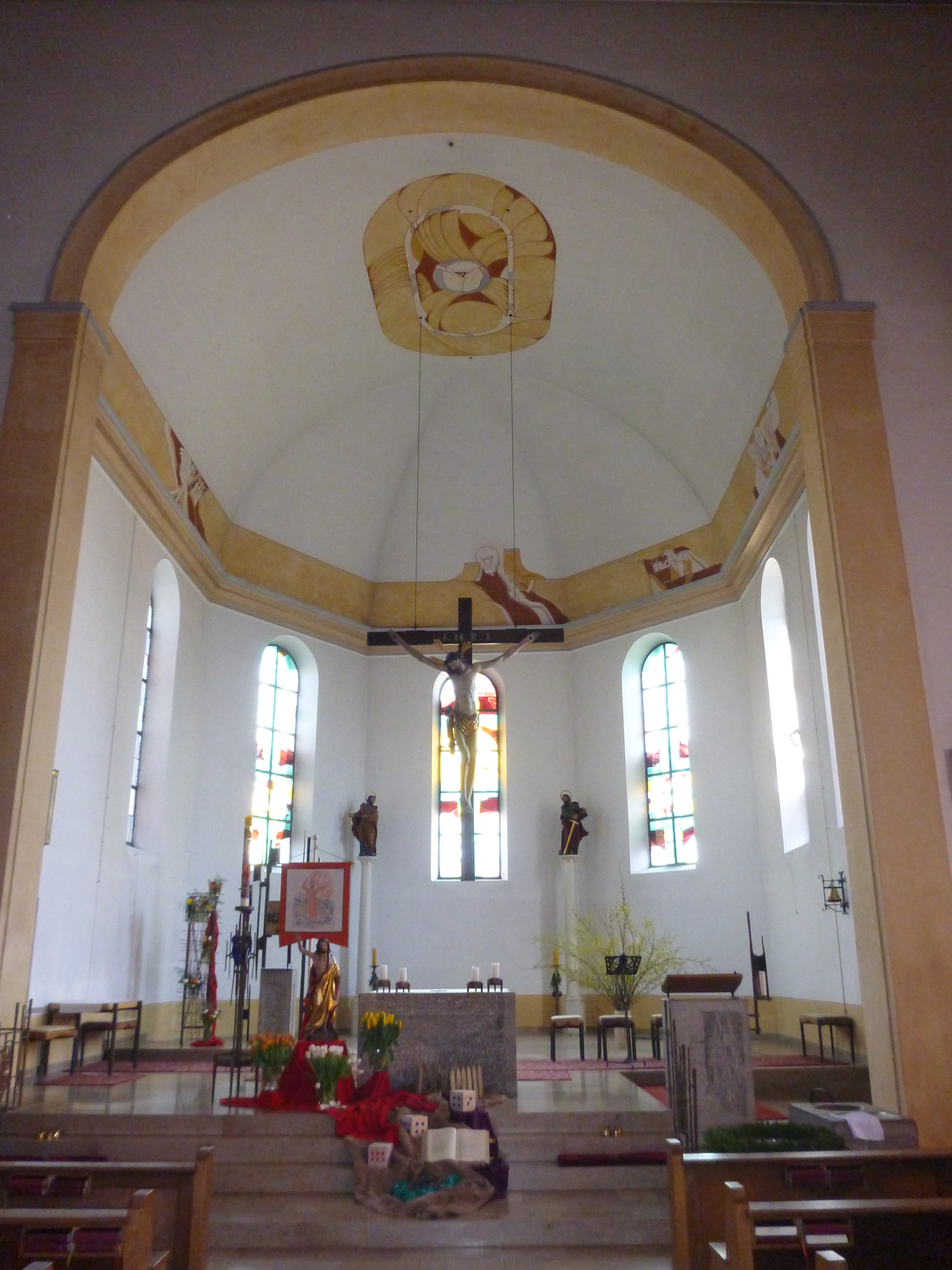
Altarraum von St. Peter und Paul
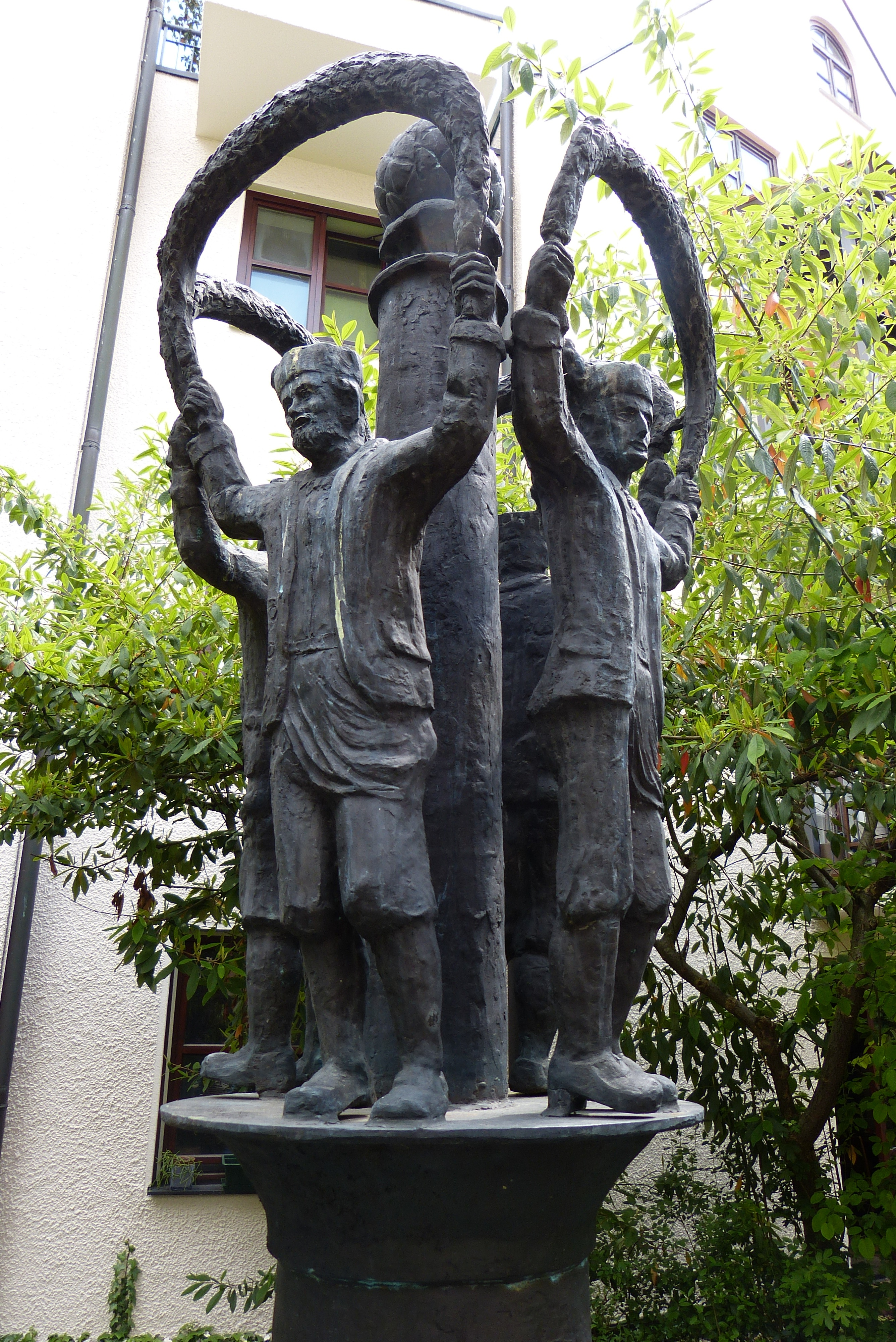
Detail des Schäffler-brunnens

### In Königsbrunn
- Josefsbrunnen (aus Muschelkalk) in Königsbrunn (2005)[11][38][39]
- Bronzeguss des hl. Michael und Bilderzyklus der vier Jahreszeiten im Kindergarten St. Michael in Königsbrunn[10][40]
- Skulptur des hl. Ulrich im Kindergarten St. Ulrich in Königsbrunn[10]
- Heiligenfigur und Engel am Hochaltar der Kapelle St. Nepomuk[41]

### In anderen Städten und Gemeinden
- Marienfigur mit Jesuskind und Krippe für die Pfarrkirche St. Martin in Aystetten (1966)[42]
- Christophorus auf der Donaubrücke bei Leipheim (1974)[43]
- Christophorus, Froschkönig und Gänseliesel in Markt Indersdorf (1975–1978)[44]
- Tabernakel in der Pfarrkirche Zum auferstandenen Herren in Leitershofen (einem Ortsteil von Stadtbergen) (1978)[45]
- Ornament Das Messen der Zeit im Außenbereich der Schule in Thierhaupten (1979)[46]
- Brunnenskulptur Auffliegende Vögel in der Schule in Gessertshausen (1979)[47]
- Statue des hl. Josef (aus französischem Jura) auf dem Josefsplatz in Aichach (1988),[48] gestiftet von der Königlich Bayerischen Josefspartei
- Eulenbaum als Regenablauf an einem Einfamilienhaus in Monheim (1990)[49]
- Hl. Sebastian für die Kapelle St. Sebastian auf dem Berg in Aislingen (1990)[50]
- Kruzifix aus Muschelkalk auf dem Schwesternfriedhof der Abtei Oberschönenfeld in Gessertshausen (1990)[51]
- Brunnen vor der Steuerberaterkammer in München (1994)[52]
- Mariensäule (aus französischem Jura) in Hirblingen (Gersthofen, 1997),[53] zusammen mit Sebastian Wagner
- Stele mit Hopfenranken in Train in der Hallertau (2001)[54], Steinarbeit mit Günther Pichlmeier aus Geisenfeld nach einem Entwurf von Franz Huber
- Kriegerdenkmal (aus Kalksandstein) auf dem Friedhof von Aulzhausen (einem Ortsteil der Gemeinde Affing)[55]
- Stein auf dem Priestergrab („neuer“ Friedhof) in Lauingen[37]
- Steinerne Gedenktafel mit einem Brustporträtrelief von Georg Tannstetter in Rain (Lech)[56]

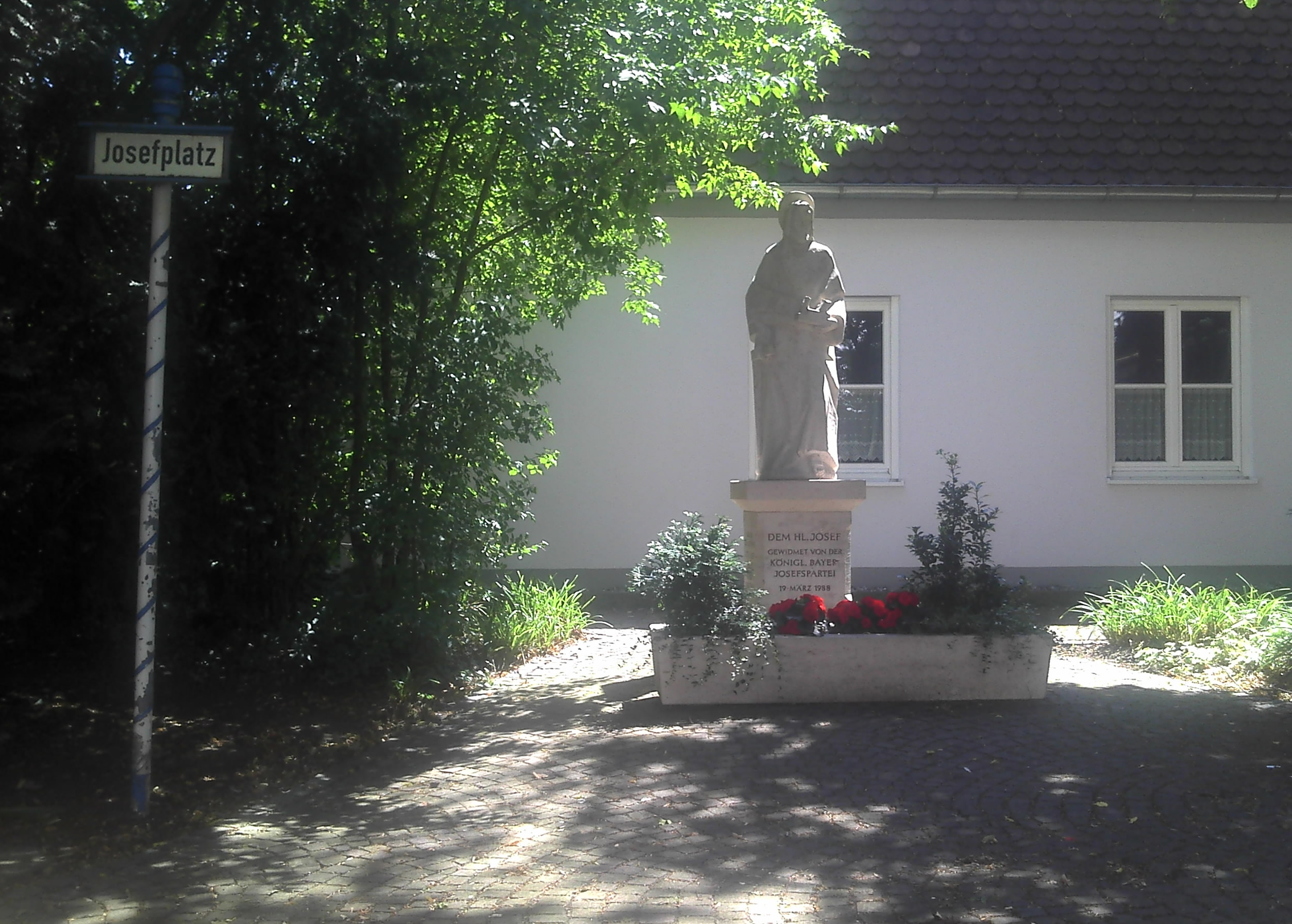
Statue des hl. Josef am Josefplatz in Aichach
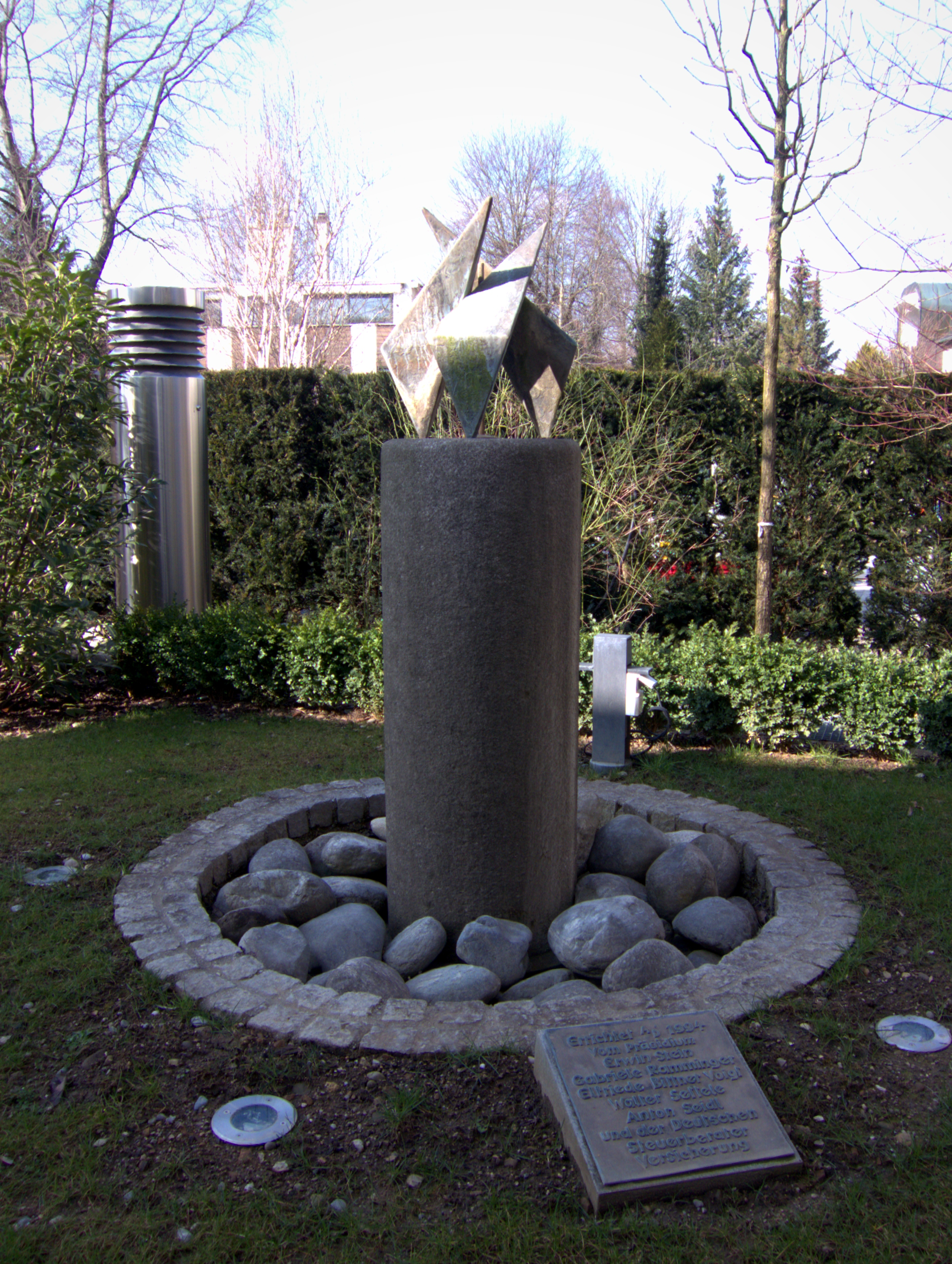
Brunnen bei der Steuerberater-kammer
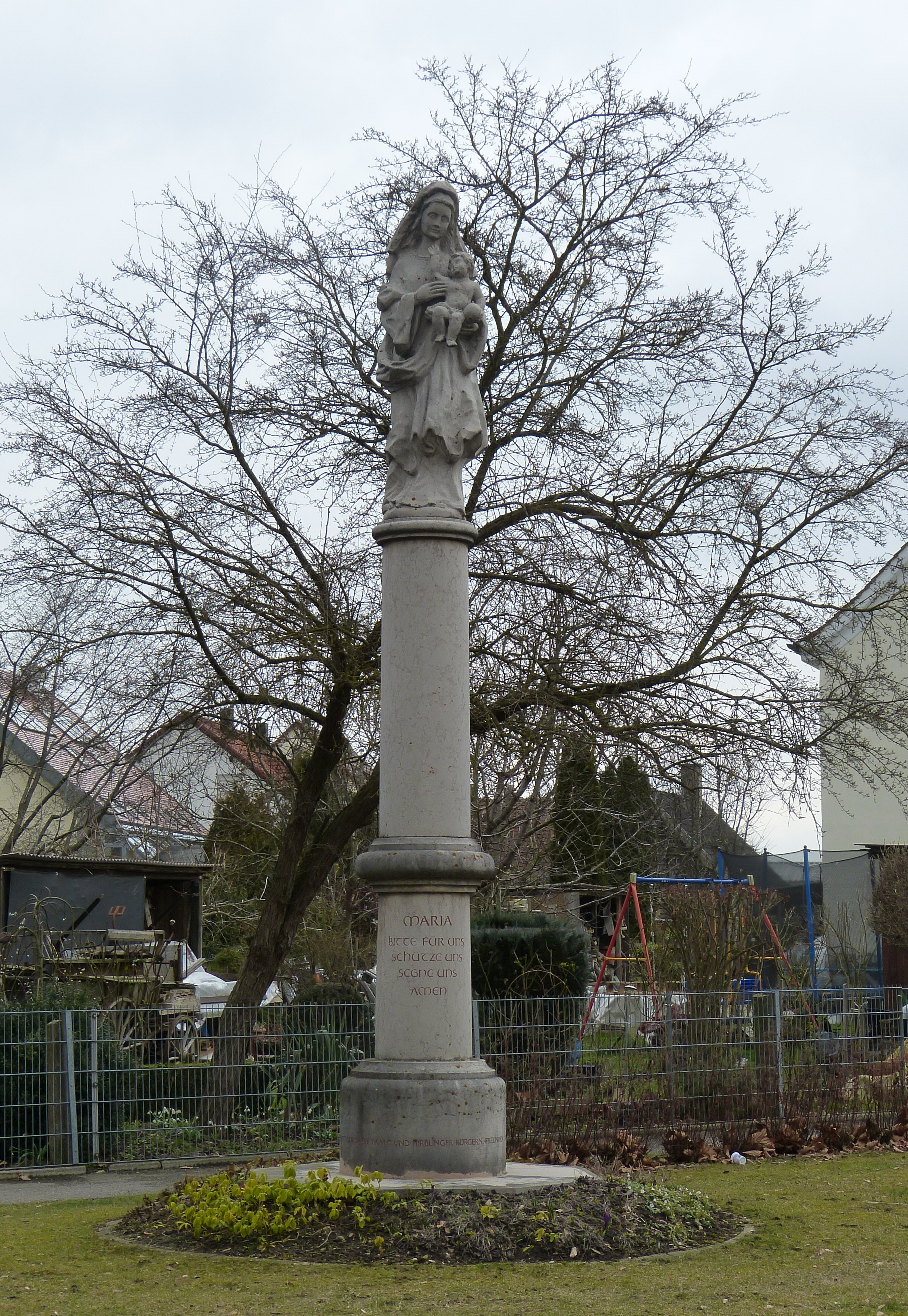
Mariensäule in Hirblingen

## Kleinskulpturen

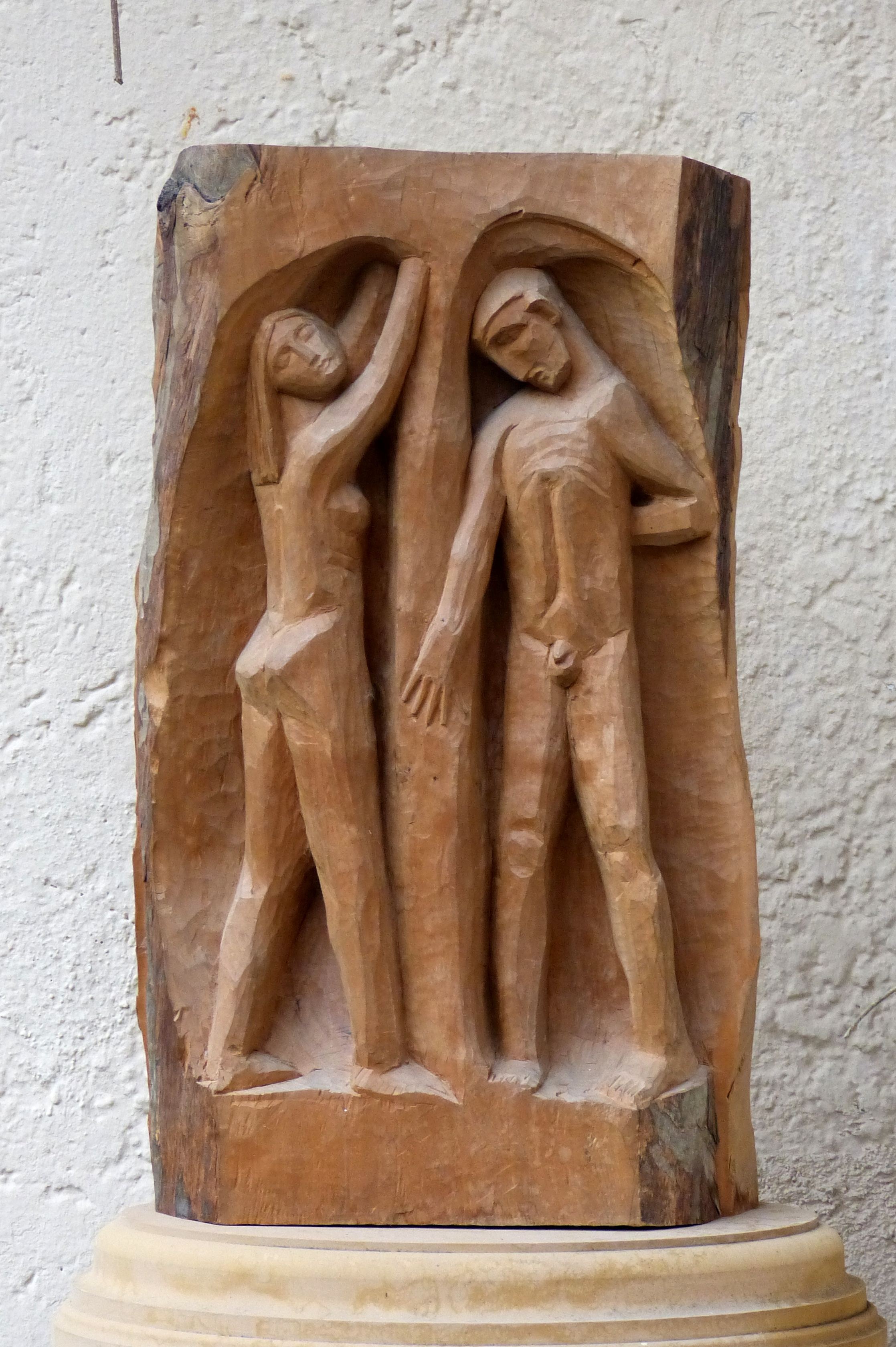
Adam und Eva (Holz)
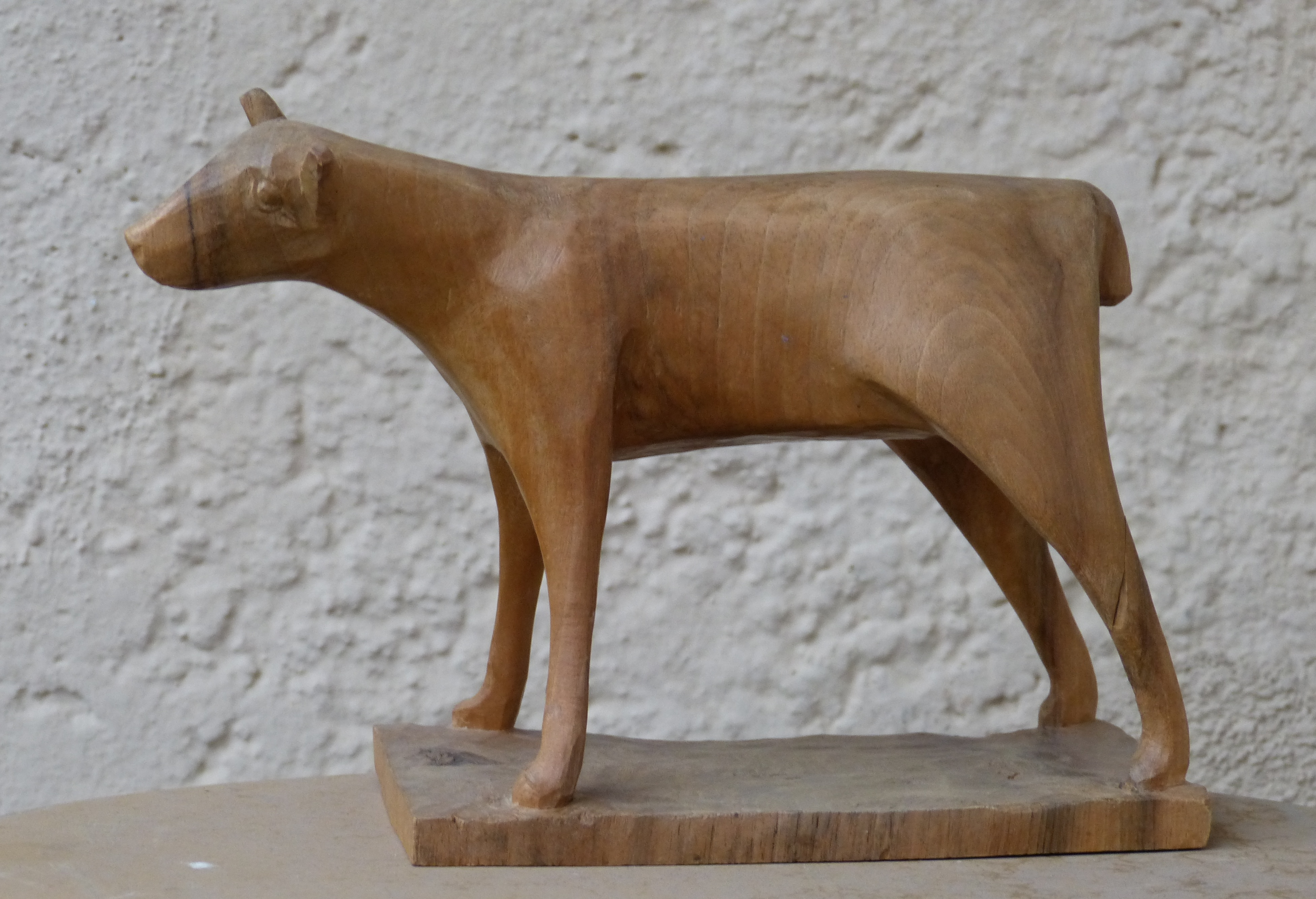
Hund (Holz)
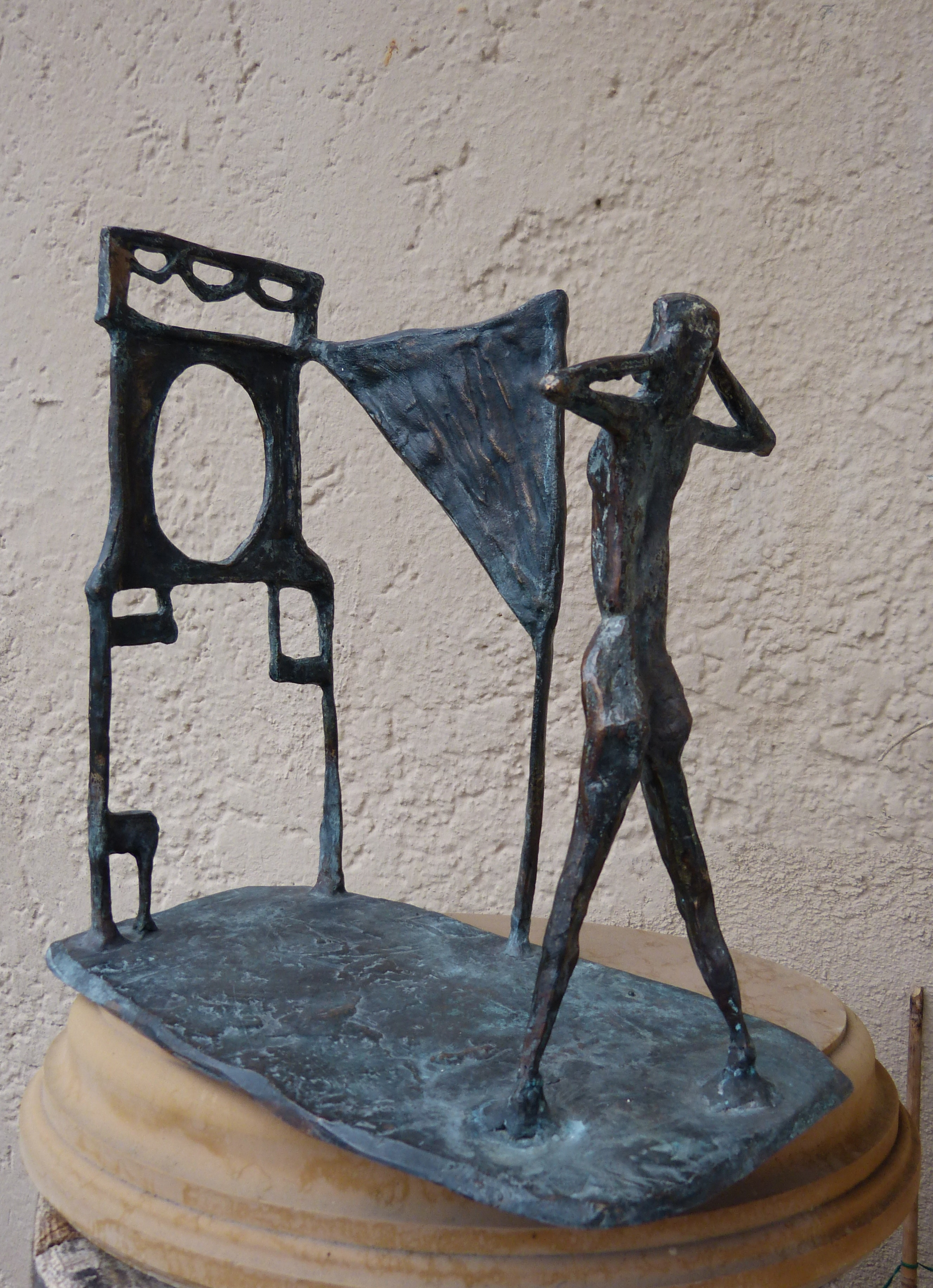
Frau im Spiegel (Bronze)
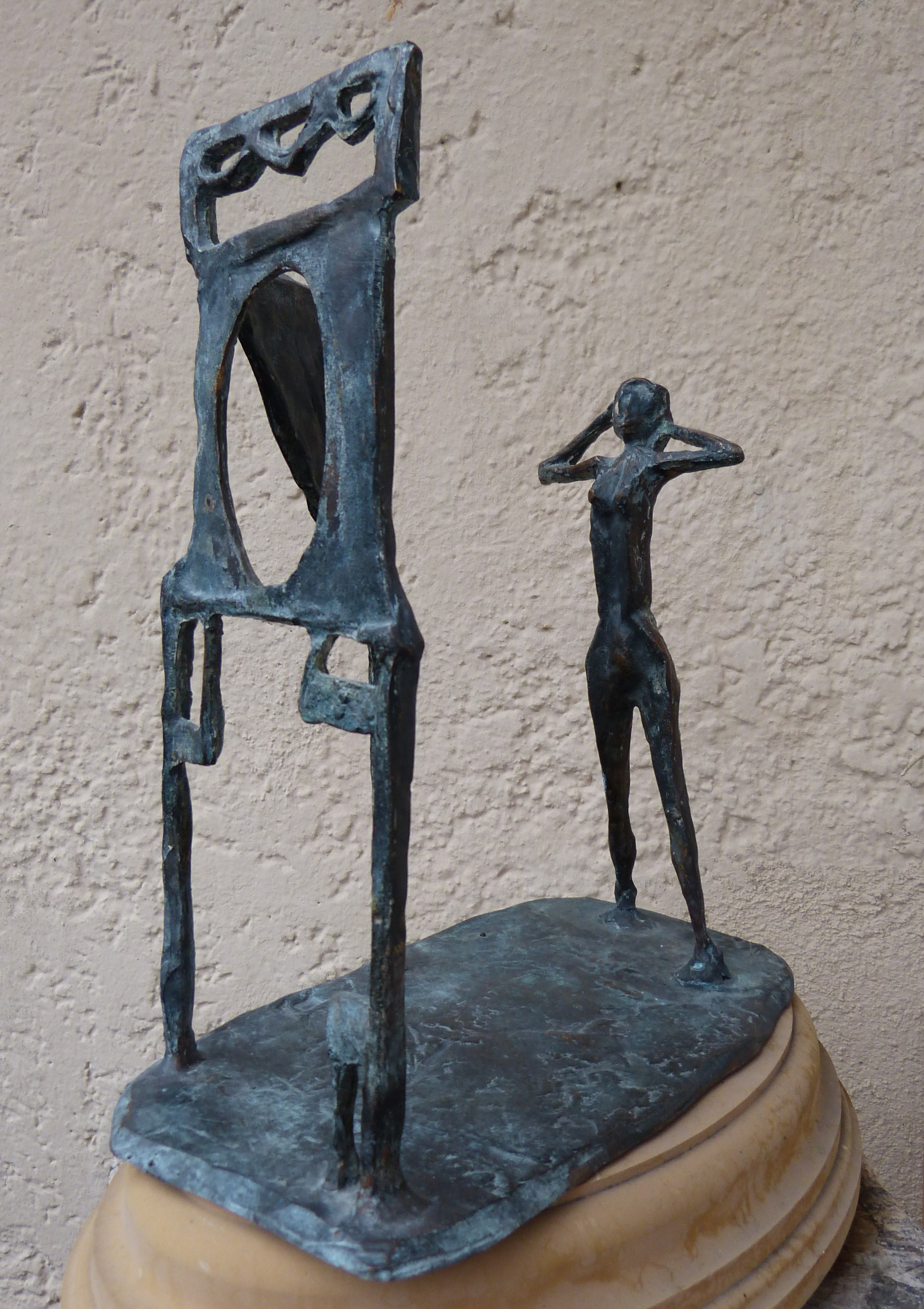
Frau im Spiegel (Bronze)
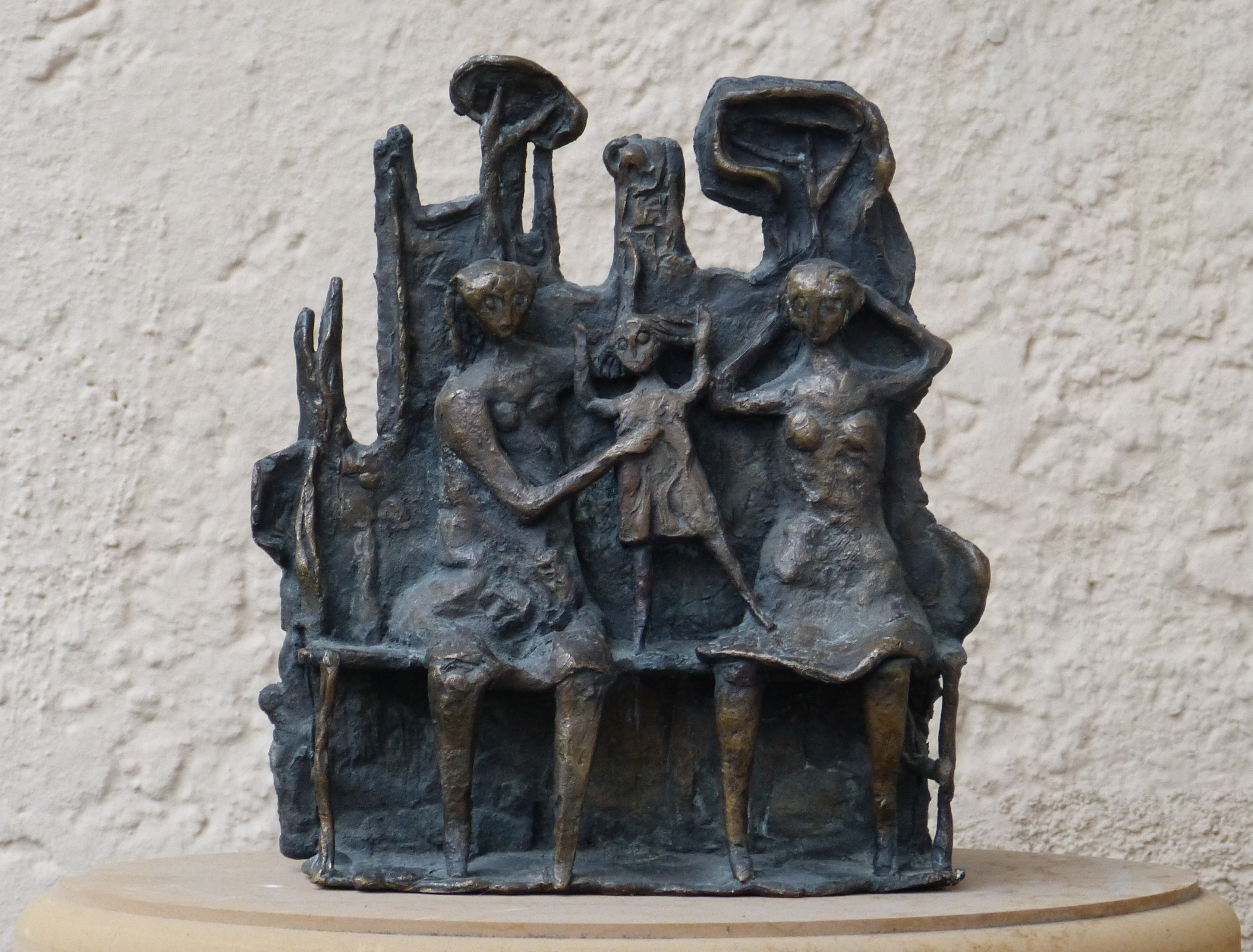
Ohne Titel (Bronze)
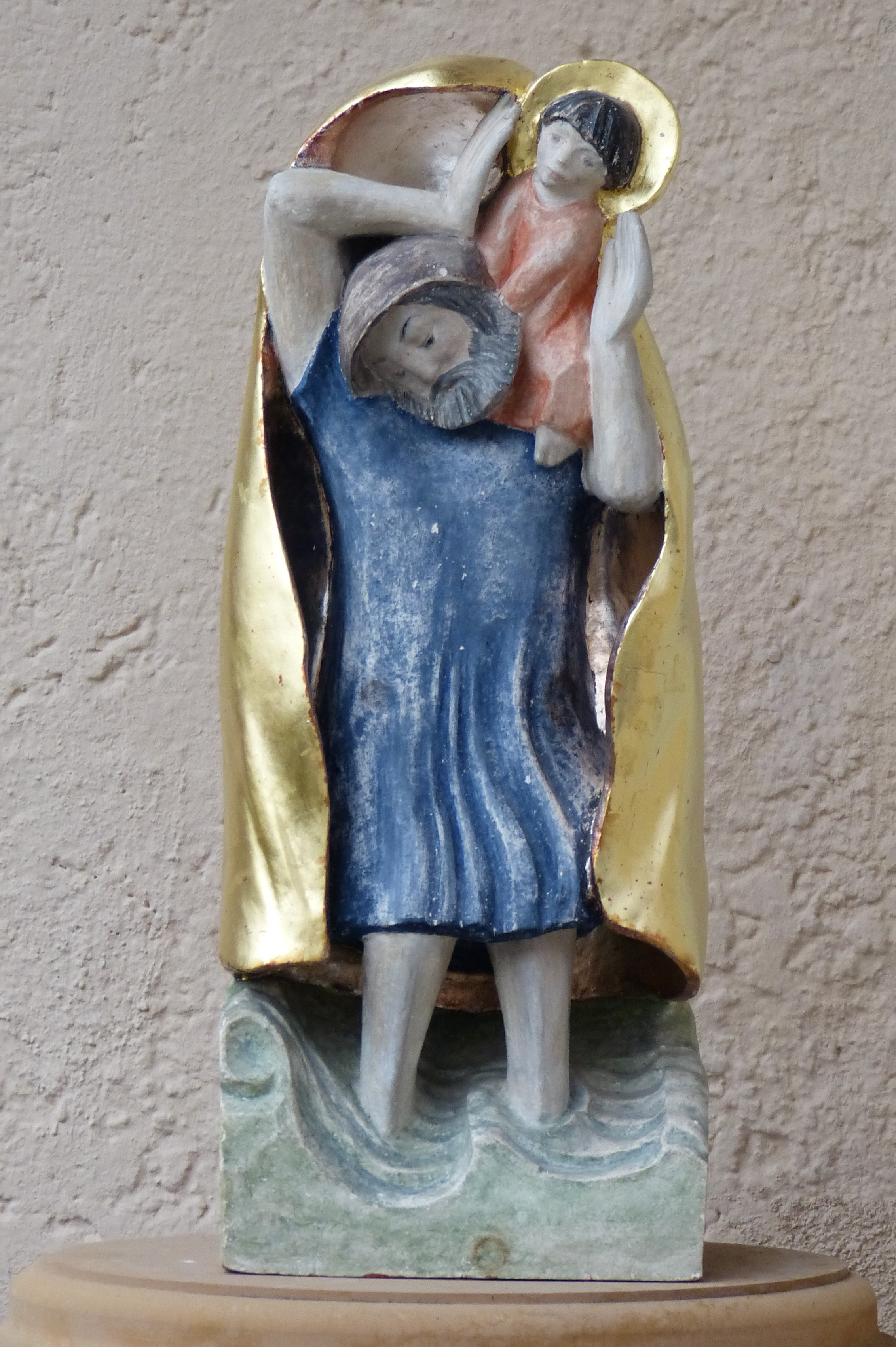
Christo-phorus (Holz, bemalt)